# Альгейські Альпи
Альгейські Альпи (нім. Allgäuer Alpen) — частина Східних Альп, у Німеччині і Австрії.
Розташовані на заході Північних Вапнякових Альп між Боденським озером і річкою Лех (права притока річки Дунай). Найвища вершина, гора Великий Кроттенкопф — 2656 м.
Складені переважно мезозойськими вапняками. Глибоко розчленовані долинами річок.